# Шверинген
Шверинген (нем. Schweringen) — община в Германии, в земле Нижняя Саксония.
Входит в состав района Ниэнбург-на-Везере. Подчиняется управлению Графшафт Хойа. Население составляет 805 человек (на 31 декабря 2010 года). Занимает площадь 20 км².
Коммуна подразделяется на 3 сельских округа.
| Год  | Население |
| ---- | --------- |
| 1990 | 770       |
| 1995 | 817       |
| 2000 | 856       |
| 2005 | 861       |
| 2010 | 846       |